# Bahnstrecke Salem–North Andover
| Streckenlänge: | 31,61 km             |                                                      |                                                      |
| Spurweite: | 1435 mm (Normalspur) |                                                      |                                                      |
| |                      |                                                      |                                                      |
| Gesellschaft: | PAR                  |                                                      |                                                      |
| \| \| \| von Boston \| \| \| \| 0,00 \| Salem MA (alter Bf.) \| Salem MA (alter Bf.) \| \| \| \| Salem Tunnel (657 m) \| \| \| \| \| Bay State Street Railway \| \| \| \| \| nach Portsmouth \| \| \| \| \| \| \| \| \| \| Verbindung von Portsmouth und zur Hafenbahn \| \| \| \| 0,74 \| North Street \| North Street \| \| \| \| Bay State Street Railway (North Street) \| \| \| \| 1,37 \| Carltonville MA \| Carltonville MA \| \| \| 2,51 \| Grove Street \| Grove Street \| \| \| 3,20 \| Peabody MA (ehem. Keilbahnhof, früher South Danvers) \| Peabody MA (ehem. Keilbahnhof, früher South Danvers) \| \| \| \| nach Wakefield Junction \| \| \| \| \| Bay State Street Railway (Central Street) \| \| \| \| \| nach Tewksbury Junction \| \| \| \| \| Bay State Street Railway (Andover Street) \| \| \| \| \| Industrieanschluss \| \| \| \| 5,21 \| Waters River \| Waters River \| \| \| \| Waters River \| \| \| \| \| Industrieanschluss \| \| \| \| \| Crane River \| \| \| \| 6,21 \| Danversport MA \| Danversport MA \| \| \| \| Industrieanschluss \| \| \| \| \| Bay State Street Railway (Elm Street) \| \| \| \| 7,87 \| Danvers East MA (früher Danvers) \| Danvers East MA (früher Danvers) \| \| \| \| Verbindung nach Newburyport \| \| \| \| 8,19 \| Danvers Junction MA \| Danvers Junction MA \| \| \| \| Strecke Newburyport–Wakefield Junction \| \| \| \| \| Bay State Street Railway (Maple Street) \| \| \| \| 10,15 \| Ferncroft \| Ferncroft \| \| \| 11,62 \| Hathorne \| Hathorne \| \| \| \| Bay State Street Railway (Maple Street) \| \| \| \| \| Interstate 95 \| \| \| \| 13,57 \| Howe \| Howe \| \| \| \| Ipswich River \| \| \| \| \| Bay State Street Railway (Maple Street) \| \| \| \| 15,32 \| Middleton MA \| Middleton MA \| \| \| 21,53 \| Ingall's Crossing (früher Boxford) \| Ingall's Crossing (früher Boxford) \| \| \| 27,37 \| Marble Ridge \| Marble Ridge \| \| \| 29,19 \| Stevens \| Stevens \| \| \| 30,69 \| Machine Stop \| Machine Stop \| \| \| \| Sutton Pond \| \| \| \| \| Strecke Wilmington–Agamenticus (bis 1848) \| \| \| \| 31,61 \| North Andover MA \| North Andover MA \| \| \| \| von Agamenticus \| \| \| \| \| nach Wilmington \| \| |                      |                                                      |                                                      |
| Strecke |                      | von Boston                                           | von Boston                                           |
| ehemaliger Bahnhof | 0,00                 | Salem MA (alter Bf.)                                 | Salem MA (alter Bf.)                                 |
| Tunnelanfang |                      | Salem Tunnel (657 m)                                 | Salem Tunnel (657 m)                                 |
| Kreuzung (Querstrecke außer Betrieb) (im Tunnel) |                      | Bay State Street Railway                             | Bay State Street Railway                             |
| Abzweig ehemals geradeaus und nach rechts (im Tunnel) |                      | nach Portsmouth                                      | nach Portsmouth                                      |
| Tunnelende (Strecke außer Betrieb) |                      |                                                      |                                                      |
| Abzweig ehemals geradeaus und von rechts |                      | Verbindung von Portsmouth und zur Hafenbahn          | Verbindung von Portsmouth und zur Hafenbahn          |
| ehemaliger Haltepunkt / Haltestelle | 0,74                 | North Street                                         | North Street                                         |
| Kreuzung geradeaus unten (Querstrecke außer Betrieb) |                      | Bay State Street Railway (North Street)              | Bay State Street Railway (North Street)              |
| ehemaliger Haltepunkt / Haltestelle | 1,37                 | Carltonville MA                                      | Carltonville MA                                      |
| ehemaliger Haltepunkt / Haltestelle | 2,51                 | Grove Street                                         | Grove Street                                         |
| Dienststation / Betriebs- oder Güterbahnhof | 3,20                 | Peabody MA (ehem. Keilbahnhof, früher South Danvers) | Peabody MA (ehem. Keilbahnhof, früher South Danvers) |
| Abzweig ehemals geradeaus und nach links |                      | nach Wakefield Junction                              | nach Wakefield Junction                              |
| Kreuzung (Strecken außer Betrieb) |                      | Bay State Street Railway (Central Street)            | Bay State Street Railway (Central Street)            |
| Abzweig geradeaus und nach links (Strecke außer Betrieb) |                      | nach Tewksbury Junction                              | nach Tewksbury Junction                              |
| Kreuzung (Strecken außer Betrieb) |                      | Bay State Street Railway (Andover Street)            | Bay State Street Railway (Andover Street)            |
| Abzweig geradeaus und von links (Strecke außer Betrieb) |                      | Industrieanschluss                                   | Industrieanschluss                                   |
| Dienststation / Betriebs- oder Güterbahnhof (Strecke außer Betrieb) | 5,21                 | Waters River                                         | Waters River                                         |
| Brücke über Wasserlauf (Strecke außer Betrieb) |                      | Waters River                                         | Waters River                                         |
| Abzweig geradeaus und von links (Strecke außer Betrieb) |                      | Industrieanschluss                                   | Industrieanschluss                                   |
| Brücke über Wasserlauf (Strecke außer Betrieb) |                      | Crane River                                          | Crane River                                          |
| Bahnhof (Strecke außer Betrieb) | 6,21                 | Danversport MA                                       | Danversport MA                                       |
| Abzweig geradeaus und von rechts (Strecke außer Betrieb) |                      | Industrieanschluss                                   | Industrieanschluss                                   |
| Kreuzung (Strecken außer Betrieb) |                      | Bay State Street Railway (Elm Street)                | Bay State Street Railway (Elm Street)                |
| Bahnhof (Strecke außer Betrieb) | 7,87                 | Danvers East MA (früher Danvers)                     | Danvers East MA (früher Danvers)                     |
| Abzweig geradeaus und nach rechts (Strecke außer Betrieb) |                      | Verbindung nach Newburyport                          | Verbindung nach Newburyport                          |
| Haltepunkt / Haltestelle (Strecke außer Betrieb) | 8,19                 | Danvers Junction MA                                  | Danvers Junction MA                                  |
| Kreuzung (Strecken außer Betrieb) |                      | Strecke Newburyport–Wakefield Junction               | Strecke Newburyport–Wakefield Junction               |
| Kreuzung (Strecken außer Betrieb) |                      | Bay State Street Railway (Maple Street)              | Bay State Street Railway (Maple Street)              |
| Haltepunkt / Haltestelle (Strecke außer Betrieb) | 10,15                | Ferncroft                                            | Ferncroft                                            |
| Bahnhof (Strecke außer Betrieb) | 11,62                | Hathorne                                             | Hathorne                                             |
| Kreuzung (Strecken außer Betrieb) |                      | Bay State Street Railway (Maple Street)              | Bay State Street Railway (Maple Street)              |
| Strecke mit Straßenbrücke (Strecke außer Betrieb) |                      | Interstate 95                                        | Interstate 95                                        |
| Bahnhof (Strecke außer Betrieb) | 13,57                | Howe                                                 | Howe                                                 |
| Brücke über Wasserlauf (Strecke außer Betrieb) |                      | Ipswich River                                        | Ipswich River                                        |
| Kreuzung (Strecken außer Betrieb) |                      | Bay State Street Railway (Maple Street)              | Bay State Street Railway (Maple Street)              |
| Bahnhof (Strecke außer Betrieb) | 15,32                | Middleton MA                                         | Middleton MA                                         |
| Haltepunkt / Haltestelle (Strecke außer Betrieb) | 21,53                | Ingall's Crossing (früher Boxford)                   | Ingall's Crossing (früher Boxford)                   |
| Haltepunkt / Haltestelle (Strecke außer Betrieb) | 27,37                | Marble Ridge                                         | Marble Ridge                                         |
| Bahnhof (Strecke außer Betrieb) | 29,19                | Stevens                                              | Stevens                                              |
| Bahnhof (Strecke außer Betrieb) | 30,69                | Machine Stop                                         | Machine Stop                                         |
| Brücke über Wasserlauf (Strecke außer Betrieb) |                      | Sutton Pond                                          | Sutton Pond                                          |
| Kreuzung (Strecken außer Betrieb) |                      | Strecke Wilmington–Agamenticus (bis 1848)            | Strecke Wilmington–Agamenticus (bis 1848)            |
| Bahnhof (Strecke außer Betrieb) | 31,61                | North Andover MA                                     | North Andover MA                                     |
| Abzweig ehemals geradeaus und von rechts |                      | von Agamenticus                                      | von Agamenticus                                      |
| Strecke |                      | nach Wilmington                                      | nach Wilmington                                      |

Die Bahnstrecke Salem–North Andover (auch Lawrence Branch) ist eine Eisenbahnstrecke im Essex County in Massachusetts (Vereinigte Staaten). Sie ist 31,61 Kilometer lang und verbindet die Städte Salem, Peabody, Danvers, Middleton und North Andover. Die normalspurige Strecke ist weitgehend stillgelegt, lediglich zwischen Salem und Peabody verkehren noch Güterzüge der Pan Am Railways.

## Geschichte
Unter finanzieller Unterstützung der Eastern Railroad erhielt am 7. März 1846 die Essex Railroad Company eine Konzession zum Bau und Betrieb einer Eisenbahnstrecke von Salem nach Lawrence. Die Strecke sollte in Salem aus der Hauptstrecke der Eastern Railroad abzweigen und über Danvers, Middleton und North Andover nach Lawrence führen. Die Hauptstrecke der Boston and Maine Railroad führte damals noch direkt von Andover nach North Andover, ohne den Industrieort Lawrence anzubinden, wodurch sich die Eastern einen exklusiven Zugang zu dieser Stadt erhoffte. Die Bauarbeiten wurden daher zügig vorangetrieben und am 19. Januar 1847 ging der erste Abschnitt von Salem nach South Danvers, dem heutigen Peabody, in Betrieb. Nun hatte jedoch die Boston&Maine ihrerseits ebenfalls eine Bahnstrecke nach Lawrence gebaut und ihre Hauptstrecke zwischen Andover und North Andover verlegt. Da eine eigene Strecke nach Lawrence aus finanziellen Gründen nun nicht mehr in Frage kam, vereinbarte die Essex Railroad ein Mitbenutzungsrecht zwischen North Andover und Lawrence mit der Boston&Maine und eröffnete am 4. September 1848 ihre Strecke bis North Andover. Die Betriebsführung oblag der Eastern Railroad.
Die Strecke rechnete sich nicht und bereits am 1. Juli 1849 wurde der Personenverkehr eingestellt. Güterzüge fuhren bereits seit April nicht mehr. William Sutton, ein ortsansässiger Geschäftsmann, schloss einen Vertrag zum Betrieb der Bahnstrecke ab und mit geliehenen Fahrzeugen der Eastern wurde am 1. August der Verkehr wieder aufgenommen, jedoch unregelmäßig und provisorisch. 1850 waren von Peabody aus zwei weitere Bahnstrecken gebaut worden, die durch die Lowell and Lawrence Railroad (nach Tewksbury) bzw. South Reading Branch Railroad (nach Wakefield) betrieben wurden. Beide Bahngesellschaften vereinbarten mit der Essex Railroad ein Mitbenutzungsrecht für den Abschnitt von Salem nach Peabody, das der Bahn zusätzliche Einnahmen bescherte und somit den Weiterbetrieb absicherte. Am 1. August 1850 übernahm daher die Eastern die Betriebsführung wieder selbst, eröffnete die Strecke im Oktober 1851 wieder für den regelmäßigen Betrieb, pachtete die Bahn 1852 und kaufte sie schließlich am 28. Juni 1864. Ab 1884 oblag die Betriebsführung der Boston&Maine, die ihrerseits die Eastern gepachtet hatte. Ab 1887 betrieb die Boston&Maine auch die Strecke nach Tewksbury, sodass kein Mitbenutzungsrecht mehr nötig war. Die Strecke nach Wakefield war bereits seit 1851 durch die Eastern Railroad betrieben worden.
Um 1900 wurden in dem Gebiet zahlreiche Überlandstraßenbahnen eröffnet, die teilweise parallel zur Bahnstrecke verliefen. Der Personenverkehr auf der Strecke war daher nicht einträglich und bereits 1925 beantragte die Boston&Maine die Stilllegung der Strecke zwischen Danvers Junction und Stevens. Die Interstate Commerce Commission stimmte dem Antrag zu und 1926 wurde die Stilllegung vollzogen. Im folgenden Jahr wurden die Gleise abgebaut. Gleichzeitig mit dieser Teilstilllegung wurde auch zwischen Stevens und North Andover der Personenverkehr eingestellt. Mitte der 1950er Jahre legte man den Abschnitt von Stevens bis Machine Stop still. Auf dem südlichen Abschnitt zwischen Salem und Danvers Junction fuhren noch bis 1958 Personenzüge. 1981 wurde schließlich der letzte Abschnitt des Nordteils der Strecke zwischen North Andover und Machine Stop stillgelegt und abgebaut.
1983 übernahm die Guilford Transportation, die seit 2006 unter dem Namen Pan Am Railways firmiert, die restliche Strecke. Die Brücke über den Waters River in Peabody brannte 1985 ab, was zur Stilllegung des Abschnitts zwischen Waters River und Danversport führte. Die Güterkunden in Danvers wurden nun über Danvers Junction bedient, die Kunden südlich des Waters River weiterhin von Salem aus. Kurz nach der Jahrtausendwende wurden der Abschnitt von Peabody nach Waters River sowie die Strecke in Danvers schließlich stillgelegt, sodass von der Strecke nur noch die etwa 3,2 Kilometer von Salem nach Peabody betrieben werden.

## Streckenbeschreibung
Die Strecke beginnt im Gleisdreieck Salem, wo sich heute der Personenhalt befindet. Der frühere Bahnhof Salem lag südlich des Stadtzentrums und war in den 1950er Jahren abgerissen worden, als die Strecke in einen Tunnel verlegt wurde. Die Bahn verläuft zunächst bis Peabody in westliche Richtung. Entlang dieses Streckenabschnitts wurden mehrere Haltepunkte bedient, die alle noch im Stadtgebiet von Salem lagen. Der Bahnhof Peabody, der anfangs South Danvers hieß, war als Keilbahnhof gebaut worden. Der nördliche Bahnhofsteil mit den Strecken nach North Andover und Tewksbury ist stillgelegt, nur der südliche Teil mit der Strecke nach Wakefield ist noch vorhanden. Die Trasse biegt nach Norden ab und überquert kurz darauf den Waters River und den Crane River. Sie erreicht damit das Stadtgebiet von Danvers, das in nordwestlicher Richtung durchquert wird. Der Bahnhof Danvers, später Danvers East, befand sich an der Elm Street. 300 Meter weiter ist Danvers Junction erreicht, wo eine Verbindungskurve in Richtung Newburyport zur hier kreuzenden Bahnstrecke Newburyport–Wakefield Junction bestand. Über diese Verbindungskurve wurde der Güterverkehr auf der Strecke ab 1926 abgewickelt. Die Personenzüge von Salem fuhren über diese Kurve bis in den Bahnhof Danvers an der kreuzenden Strecke. Der bis 1926 bediente Haltepunkt Danvers Junction lag unmittelbar an der Gleiskreuzung und fiel mit der Stilllegung der Strecke nach North Andover weg.
Im weiteren Verlauf der Strecke wird mehrmals die Maple Street überquert, auf der eine Überlandstraßenbahn von Danvers nach Lawrence gebaut worden war. Die Bahntrasse verläuft nun weiter nordwestlich durch Middleton und führt dann über dünn besiedeltes Gebiet bis zum früheren Bahnhof Stevens, der bereits im Stadtgebiet von North Andover liegt. In North Andover hatte die Strecke einen eigenen Bahnhof südlich des Bahnhofs der Hauptstrecke, in die die Bahn dann einmündete. Die Züge fuhren stets bis Lawrence durch, wo mehrere andere Bahnstrecken für die Weiterreise zur Verfügung standen.

## Personenverkehr
Der Personenverkehr war sehr unterschiedlich ausgeprägt. Während zwischen Salem und Danvers zahlreiche Züge verkehrten, war die Zugdichte nördlich von Danvers immer gering. 1869 fuhren täglich 17 Personenzüge ab Salem. Fünf davon endeten in Danvers, zwei in Middleton und nur drei fuhren bis Lawrence durch. Die übrigen sieben Züge fuhren ab Peabody auf die dort abzweigenden Strecken weiter. Drei Züge fuhren über Salem bis Boston durch. Bis 1893 wurde das Angebot auf insgesamt 23 Züge aufgestockt. Neben den acht Zügen in Richtung Wakefield und Tewksbury waren das vier nach Lawrence, vier nach Middleton und sieben nach Danvers. Fünf der Züge kamen von Boston. Die fünf Züge, die über Peabody nach Wakefield und weiter nach Boston verkehrten, fuhren nur werktags. Ab Ende des 19. Jahrhunderts wurde der Sonntagsverkehr auf der Strecke gänzlich eingestellt.
Durch die Eröffnung der Straßenbahnstrecken parallel zur Eisenbahn ging der Personenverkehr merklich zurück und 1920 fuhren von Salem aus nur noch zwei Züge nach Tewksbury und fünf nach Wakefield, die die Strecke bis Peabody benutzten, sowie vier Züge nach Danvers, zwei nach Middleton und drei nach Lawrence. Sieben der Züge, die nach Danvers und weiter fuhren, kamen von Boston. 1926, nach der Stilllegung der Strecke nördlich von Danville, fuhren nur noch drei Züge nach Tewksbury und neun Züge nach Danvers über die Strecke. Sieben der Danvers-Züge kamen von Boston. Nach der Einstellung des Personenverkehrs nach Tewksbury 1932 gab es weiterhin die neun Züge nach Danvers sowie ein Zugpaar das von Boston kommend über Salem nach Peabody und zurück verkehrte. Das Angebot wurde nun schrittweise immer weiter ausgedünnt. 1945 fuhren noch sieben Züge nach Danvers, 1952 noch vier Züge, die nun nur noch montags bis freitags verkehrten, und im Mai 1958 wurde schließlich der Personenverkehr eingestellt.